# Nowy cmentarz żydowski w Annopolu
Nowy cmentarz żydowski w Annopolu – założony w XVIII wieku, po zamknięciu starego. Mieści się przy ul. Leśnej. Jest ogrodzony, znajduje się na nim około 20 macew ocalałych z wojny oraz pomnik upamiętniający ofiary Zagłady. Ma powierzchnię ok. 0,33 ha.

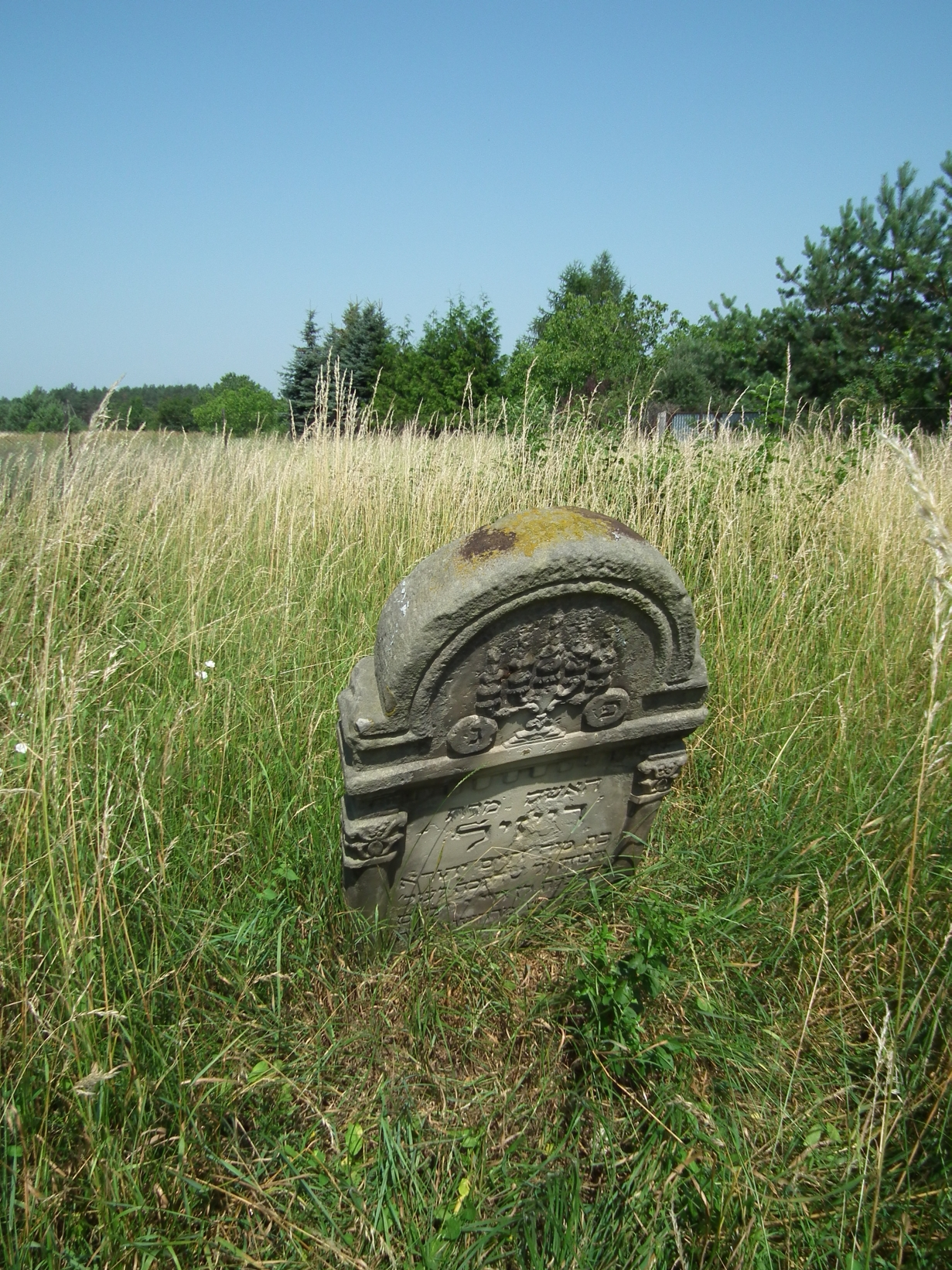
Macewa